# بلاغة بصرية
البلاغة المرئية (البصرية) هي فن التواصل الفعَال من خلال العناصر المرئية مثل الصور، والطباعة، والنصوص. تشمل البلاغة البصرية مهارة القراءة والكتابة البصرية والقدرة على تحليل الصور لمعرفة شكلها ومعناها. بالاعتماد على تقنيات من علم الرموز والتحليل البلاغي، تتوسع البلاغة البصرية في فهم القراءة البصرية حيث تدرس بنية الصورة مع التركيز على تأثيراتها المقنعة على الجمهور.
على الرغم من أن البلاغة المرئية تتضمن أيضًا الطباعة والنصوص الأخرى، إلا أنها تركز بشكل أساسي على استخدام الصور أو النصوص المرئية. يعد استخدام الصور أمرًا أساسيًا في البلاغة المرئية لأن هذه الصور تساعد إما في تشكيل الحالة التي تريد الصورة وحدها نقلها، أو مناقشة النقطة التي يصوغها الكاتب، في حالة النص متعدد الوسائط الذي يجمع بين الصورة والنص المكتوب، على سبيل المثال. اكتسبت البلاغة المرئية المزيد من الشهرة مع بدء العمل الأكاديمي الحديث في استكشاف أشكال الوسائط البديلة التي تشمل الرسومات وتصميم الشاشة وغيرها من التمثيلات المرئية الهجينة التي لا تميز ثقافة الطباعة وأعرافها. تتضمن البلاغة المرئية أيضًا كيفية ترتيب الكتاب لأجزاء من النص المرئي على الصفحة. بالإضافة إلى ذلك، تتضمن البلاغة المرئية اختيار خطوط مختلفة وألوان متباينة ورسوم بيانية، من بين عناصر أخرى، لتشكيل نص بلاغي مرئي. أحد العناصر الحيوية للبلاغة المرئية هي تحليل النص المرئي. يتضمن الطابع التفاعلي والهجين (المختلط) بشكل شائع في الفضاءات السيبرانية الذي يمزج عادة بين النص المطبوع والصور البصرية عدم إمكانية بعض الفصل بينهما ككيانات معزولة، وزعمت البحوث أنه خاصة في الفضاءات الافتراضية حيث يتم الجمع بين النص المطبوع والصور عادة لا يوجد مكان للتأكيد على طريقة حساب الأخرى. إحدى طرق تحليل النص المرئي هي البحث عن معناه المهم.
ببساطة، يجب أن يكون المعنى أعمق من المعنى الحرفي الذي يحمله النص المرئي. إحدى طرق تحليل النص المرئي هي تفكيكه حتى يتمكن المشاهد من فهم مضمونه. ويمكن للمشاهدين تقسيم النص إلى أجزاء أصغر ومشاركة وجهات نظرهم للوصول إلى معناه المقصود. عند تحليل نص يتضمن صورة لنسر أمريكي كجزء رئيسي من النص البصري، تتداول أسئلة التمثيل والدلالة. إن تحليل نص يتضمن صورة أو لوحة فنية أو حتى رسمة كاريكاتير للنسر الأمريكي مع كلمات مكتوبة، من شأنه أن يعيد إلى الأذهان مفاهيم القوة والحرية، وليس مجرد طائر.
يتضمن ذلك فهم الاختيارات الإبداعية والبلاغية التي تتعلق بتلوين الصور وتشكيلها. على سبيل المثال، يمكن لقوة الصور مثل الصور الفوتوغرافية المميزة، أن تولد أفعالًا على نطاق عالمي. تحمل الاختيارات البلاغية أهمية كبيرة تتجاوز تعزيز النص المكتوب. يمثل كل اختيار، سواء كان خطًا أو لونًا أو تخطيطًا، رسالة مختلفة يريد المؤلف تصويرها للجمهور. تؤكد البلاغة البصرية على الصور باعتبارها تعبيرات حسية للمعنى الثقافي والسياقي، بدلا من الاعتبارات الجمالية البحتة. يعد تحليل العناصر المرئية وقدرتها على نقل الرسائل أمرًا أساسيًا لدمج البلاغة المرئية في العصر الرقمي حيث يمكن تحليل الفروق الدقيقة في الاختيارات المتعلقة بالجمهور والغرض والنوع ضمن إطار واحد ويمكن الكشف عن الأساس المنطقي وراء اختيارات المصممين البلاغية وتحليلها من خلال كيفية تلعب عناصر العناصر المرئية دورًا تمامًا. لقد تم تناول البلاغة المرئية وتطبيقها في مجموعة متنوعة من المجالات الأكاديمية بما في ذلك تاريخ الفن، واللغويات، وعلم الرموز، والدراسات الثقافية، والاتصالات التجارية والتقنية، والتواصل الكلامي، والبلاغة الكلاسيكية. تسعى البلاغة المرئية إلى تطوير النظرية البلاغية بطريقة أكثر شمولاً فيما يتعلق بالصور وتفسيراتها.

## تاريخ وأصل
ظهرت مصطلح البلاغة في اليونان القديمة، وتم مناقشة مفهومه على نطاق واسع منذ آلاف السنين. صاغ السفسطائيون الفكرة لأول مرة كمصطلح مجرد للمساعدة في تسمية المفهوم، في حين قام أرسطو بتعريف البلاغة بشكل أضيق على أنها قدرة الرسالة على التأثير على الجماهير. غالبًا ما يعرّف اللغويون والباحثون الآخرون البلاغة من خلال قوانين البلاغة الخمسة المعروفة. وبمرور الوقت، تطور هذا التعريف وتوسع وأثار نقاشًا جديًا مع تطور وسائل التواصل الرقمية الجديدة.
في كتابه عناصر النقد، وضع الخطيب اللورد كاميس (المعروف أيضًا باسم هنري هوم) الأساس للخطباء اللاحقين من خلال اتخاذ الموقف المثير للجدل المتمثل في تضمين الفن البصري في نظريته في النقد. ناقش كامس العديد من النقاط نفسها التي ناقشها علماء التنوير الآخرون، خاصة أن الفن كان مفيدًا للجمهور، وجدير بالملاحظة والثناء، إذ كان يشجع على التحسن الأخلاقي لجمهوره.
ألقى المفكر الفرنسي رولان بارت في عام 1977 الضوء على طريقة جديدة لتقييم وسائل الاتصال الأخرى، موضحًا أهمية النظريات البلاغية التقليدية في وسيلة التصوير الفوتوغرافي الثابتة. فسَر بارت البلاغة المرئية بشكل عام على أنها الرسائل الضمنية والمفسرة من العمل، ومع ذلك فإن هذه الرسائل الأكبر غالبًا ما تمتد إلى ما هو أبعد من التفسير السطحي الأولي. تستخدم البلاغة المرئية مجموعة متنوعة من الأدوات لجذب القراء إلى وسائطها (مثل الصور المتحركة). على الرغم من التشابه في الطبيعة، إلا أن أحد الاختلافات الواضحة بين البلاغة المرئية والكلاسيكية هو النظرة المكتشفة حديثًا لشرائع (قوانين) أرسطو الأصلية. أنشأت ليندا سكوت جمهورًا جديدًا من خلال بناء قوانين جديدة حصرية للبلاغة المرئية. بدلاً من مراقبة المحتوى عن كثب، كما هو الحال مع القواعد الخمسة الأولية، ركزت سكوت على قدرة الوسيط المرئي على الابتكار والمناقشة، وترتيب العنصر، وكل ذلك يقترن بتقديم عرض تقديمي ذي معنى. منذ نشأتها ظهرت دراسات شعبية في أعمال منشورة لمناقشة دور البلاغة البصرية في العديد من جوانب الحياة البشرية، وخاصة في مجال الإعلان.
ظهر هذا المصطلح إلى حد كبير كمحاولة لتخصيص مجال معين من الدراسة من شأنه أن يركز الاهتمام على عناصر بلاغية محددة للوسائط المرئية. تاريخيًا، كانت دراسة البلاغة موجهة نحو علم اللغة. اعتُبرت الرموز المرئية تافهة وخاضعة، وبالتالي تم تجاهلها إلى حد كبير كجزء من الحجة البلاغية. ونتيجة لذلك، تطورت النظرية البلاغية الحديثة مع استبعاد كبير لهذه الرموز البصرية، وتجاهل مجال البلاغة البصرية كمجال منفصل للدراسة. يقوم علماء البلاغة البصرية بتحليل الصور الفوتوغرافية، والرسومات، واللوحات الفنيَة، والرسوم البيانية، والجداول، والتصميم الداخلي، والهندسة المعمارية، والنحت، وصور الإنترنت، والأفلام. ومن وجهة نظر بلاغية، يتم التركيز على الاستجابة السياقية بدلاً من الاستجابة الجمالية. الاستجابة الجمالية هي إدراك المشاهد المباشر للجوانب الحسية للمرئي، بينما مع الاستجابة البلاغية يتم إعطاء المعنى للمرئي. كل جزء من القطعة الأثرية له أهمية في الرسالة التي يتم نقلها في كل سطر، كل تظليل، كل شخص لديه غرض. بينما يدرس البلاغيون البصريون الصور والرموز، فإن النتائج التي توصلوا إليها تحفز التحديات التي تواجه المعنى اللغوي تمامًا، مما يسمح بظهور دراسة أكثر شمولية للحجة البلاغية مع إدخال العناصر البصرية.

## دراسات ذات صلة

### تركيب
لقد أعاد مجال دراسات التركيب اهتمامه مؤخرًا إلى البلاغة البصرية. في مجتمع مرئي بشكل متزايد، يقترح أنصار البلاغة المرئية في فصول التكوين أن زيادة معرفة القراءة والكتابة تتطلب مهارات الكتابة والتواصل البصري. فيما يتعلق بالبلاغة البصرية، فإن مجال التأليف يضع نفسه على نطاق أوسع في تعريفات اختزالية صعبة للتأليف والبلاغة التي تنجذب نحو التواصل اللفظي فقط. إن التطرق إلى العمليات/القرارات البلاغية التي تؤثر على التصميم المرئي هو مكان لجذب انتباه علماء التكوين إلى الوظيفة التي تلعبها ترتيبات الصور والكلمات في ممارسات الكتابة وبالتالي التواصل، مع التركيز على العلاقة المعقدة بين المعاني اللفظية والبصرية. ترتبط مهارات الاتصال المرئي بفهم الطبيعة الوسيطة لجميع أشكال الاتصال، وخاصة الوعي بفعل التمثيل. يمكن استخدام البلاغة المرئية في الفصول الدراسية التكوينية للمساعدة في تطوير الكتابة والبلاغة.

### سيميائية

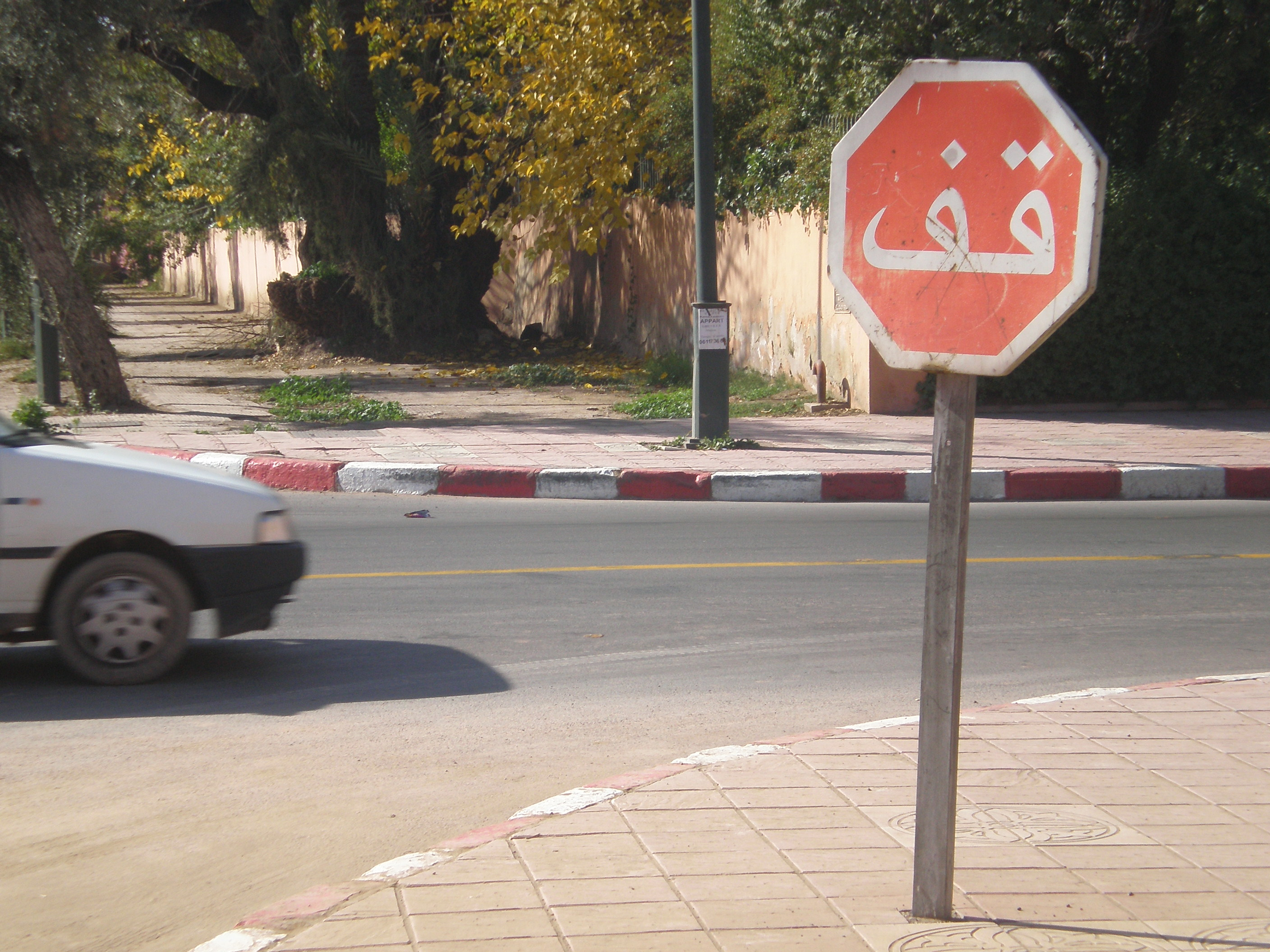
علامة التوقف هي مثال على السيميائية في الحياة اليومية. يفهم السائقون أن اللافتة تعني أنه يجب عليهم التوقف. توجد علامات التوقف في سياق أكبر من علامات الطريق، وكلها ذات معاني مختلفة، مصممة للسلامة المرورية.

تُعرَّف النظرية السيميائية (علم الرموز) بأنها نظرية تسعى إلى وصف الأهمية البلاغية لصنع الإشارات. الفكرة المركزية للنظرية هي أن العلامة لا توجد خارج التجربة السياقية، ولكنها موجودة فقط فيما يتعلق بالعلامات والأشياء والكيانات الأخرى. لذلك، تنتمي العلامة إلى نظام أكبر، وعندما يتم إخراجها من سياق العلامات الأخرى، تصبح بلا معنى وغير قابلة للنقل. وتنقسم أجزاء السيميائية إلى قسمين: الجزء المادي للعلامة ويعرف بالشكل من التعبير، والمعنى من شكل التعبير يعرف بالشكل من المضمون. في النظرية السيميائية، يكون للتعبير محتوى ذو معنى فقط عندما يكون موجودًا في إطار سياقي أكبر.

### مجالات التركيز
أثناء دراسة الأشياء المرئية، يميل علماء البلاغة إلى ثلاثة مجالات للدراسة: الطبيعة، أو الوظيفة، أو التقييم. تشمل الطبيعة المكونات الحرفية للقطعة الأثرية. هذا هو التركيز الأساسي للبلاغة البصرية لأنه من أجل فهم وظيفة الصورة، من الضروري فهم الطبيعة الموضوعية والأسلوبية للقطعة الأثرية نفسها. تحمل الوظيفة تعريفًا حرفيًا إلى حد ما، فهي تمثل الغرض الذي تخدمه الصورة للجمهور. قد تكون وظيفة الصورة أو غرضها إثارة مشاعر معينة. يحدد تقييم القطعة الأثرية ما إذا كانت الصورة تؤدي وظيفتها أم لا.

## تطبيق بلاغي
تدرس البلاغة المرئية كيفية استخدام البشر للصور للتواصل. يتم استخدام عناصر الصور، مثل الحجم واللون والخط والشكل، لنقل الرسائل. في الصور، يتم إنشاء المعاني من خلال التخطيط والمواضع المكانية لهذه العناصر. إن الكيانات التي تشكل الصورة يتم بناؤها اجتماعيا وسياسيا وثقافيا. وقد تمثل الصورة نفسها معاني بلاغية مختلفة حسب الجمهور. يجب اختيار وترتيب العناصر في الصورة لتحقيق التأثيرات البلاغية المطلوبة ونقل الرسائل بدقة إلى جماهير ومجتمعات وثقافات محددة.
يعد استخدام الصور قرارًا واعيًا وتواصليًا، حيث يتم اختيار كل من الألوان والشكل والوسيط والحجم عن قصد. ومع ذلك، قد يتفاعل شخص ما مع علامة، ولكن إذا لم تكن له علاقة بالعلامة، فإن رسالتها تكون عابرة. لذلك، لكي يتم تصور المصنوعات اليدوية أو المنتجات على أنها بلاغة بصرية، يجب أن تكون رمزية، وتتضمن تدخلًا بشريًا، ويتم تقديمها للجمهور بغرض التواصل.
في "بلاغة الصورة"، يدرس رولان بارت الطبيعة السيميائية للصور، والطرق التي تعمل بها الصور لتوصيل رسائل محددة. يشير بارت إلى أن الرسائل المنقولة بواسطة الصور المرئية تتضمن رسائل لغوية أيقونية مشفرة وغير مشفرة. يمكن تصنيف الصور البلاغية المرئية إلى بعدين: عملية المعنى، والبنية البصرية. تشير عملية المعنى إلى العلاقات والروابط بين العناصر في الصور المرئية. تشير البنية المرئية إلى الطريقة التي يتم بها عرض العناصر بصريًا.

### مصطلحات التحليل
لقد استعار النقَاد البلاغيون مصطلحات التحليل من سي إس بيرس لإنجاز التحليل المباشر للرسائل المرئية. الأيقونة (أو العلامات المميزة)، والفهرس (أو العلامات الفهرسية)، والرمز (أو العلامات الرمزية) هي ثلاث فئات أساسية للخصائص التي يمكن التعرف عليها للرسائل المرئية. يتم التعرف على الأيقونات أو العلامات المميزة على أساس التشابه مع العناصر أو العناصر المعروفة (على سبيل المثال، صورة هوية الشخص الموجودة على شارة الشركة). يتم التعرف على المؤشرات أو العلامات الإرشادية بناءً على فهم الأثر البصري أو البصمة أو العنصر الذي يشير إلى نشاط أو عملية سابقة لم يعد عاملها مرئيًا (على سبيل المثال، آثار الإطارات في الرمال). يتم التعرف على الرموز أو الإشارات الرمزية فقط على أساس رمز الإشارات المرئية المشترك والمكتسب (على سبيل المثال، شعار مرسيدس بنز، أو أي كلمة مطبوعة بأي لغة مكتوبة). تشكل هذه الأنواع الثلاثة من العلامات المرئية، منفردة أو مجتمعة، عناصر التصميم المرئي لجميع الرسائل المرئية تقريبًا.

## تطبيق حديث
لعبت الصور المرئية دائمًا دورًا في التواصل، إلا أن التطورات الحديثة في التكنولوجيا مكنت المستخدمين من إنتاج الصور ومشاركتها على نطاق واسع. لقد أدى الاتصال الجماهيري للصور إلى جعل نشر الأخبار والمعلومات عملية أسرع بكثير. ونتيجة لذلك، قد تنتشر بعض الصور على نطاق واسع، مما يعني أن الصورة ربما تمت مشاركتها ومشاهدتها من قبل عدد كبير من الجماهير، وجذبت انتباه وسائل الإعلام الرئيسية. يتم استخدام الصور بطرق متنوعة لعدد من الأغراض. من الأعمال إلى الفن إلى الترفيه، فإن تنوع الصور في الثقافة الشعبية دفع بعض العلماء إلى القول إن الكلمات ستصبح في النهاية قديمة.

### كيفية تحليل الصورة بلاغيا
- تحديد الجمهور؛ من هو القارئ/المشاهد المقصود للنص.
- تحديد الغرض؛ أهمية الرسالة وراء الصورة.
- تحديد السياق والمعنى (المعاني) وراء الصورة/النص.[20]

كيفية التحليل البلاغي للخيارات التصميمية للصور بشكل إقناعي:
- التركيز: ابحث عن التوجيه الصورة؛ إلى أين يريد المؤلف/الفنان أن يتجه انتباه الجمهور؟
- التباين: ابحث عن العنصر الذي يبرز في الصورة؛ أين هو التركيز في الصورة؟
- اللون: يساعد الجمهور على معرفة التركيز على الصورة. لماذا تم استخدام ألوان معينة في هذه الصورة؟ ماذا يخبرنا اختيار هذه الألوان؟
- التنظيم: ترتيب العناصر التي تجعل الصورة كاملة. كيف يتم تنظيم الصورة؟ ماذا يخبر تنظيم الصورة الجمهور؟
- المحاذاة: خط الصورة. كيف تتحكم محاذاة الصورة في كيفية رؤية أعين الجمهور للصورة؟
- القرب: المساحة المستخدمة (أو غير المستخدمة) في الصورة. ما مدى قرب (أو عدم قربها) من العناصر الموضحة في الصورة؟ ما المعنى الذي يجعل ذلك؟[20]

### تصميم الاتصالات المرئية

#### طريقة الاستئناف (جذب الانتباه)
اقترح أرسطو ثلاثة أنواع من الجاذبية للجمهور:
- الروح هي مناشدة الأخلاق أو النزاهة.
- الرثاء هو مناشدة العواطف.
- الشعارات هي مناشدة المنطق أو العقل.[21]

هذه التقنيات هي مهارة فنية يتم تعلمها واستخدامها من قبل مصممي الاتصالات المرئية اليوم، كما هو الحال في مجال الإعلان. تتمتع كل طريقة من طرق الاستئناف (جذب الانباه) هذه بالقدرة على التأثير على جمهورها بطرق مختلفة. يمكن أيضًا الجمع بين طرق الاستئناف لتعزيز الرسالة الأساسية.

#### محو الأمية البصرية
المعرفة البصرية هي القدرة على قراءة وتحليل واستحضار المعنى من النص المرئي من خلال وسائل النحو البصري. يعتمد مصممو الاتصالات المرئية على أن يكون لدى جمهورهم معرفة بصرية لفهم المواد التي يتم إخراجها.

#### الأخلاق البصرية
أظهرت الأبحاث أن هناك آثارًا أخلاقية لعرض الصور المرئية. "تمثل العناصر المرئية خطر التأثير على جمهورها بطريقة غير أخلاقية." لقد أدى التقدم التكنولوجي إلى تسهيل التعامل مع العناصر المرئية وتشويهها. ومن المتوقع أن يقوم القائمون على الاتصال المرئي بتصوير المعلومات بدقة وتجنب تضليل المشاهدين أو خداعهم.

#### إعلانات
يعرف المعلنون أن عملائهم قادرون على ربط شيء ما بشيء آخر. لذلك، عندما يعرض الإعلان شيئين يبدوان مختلفين، فإنهم يعلمون أن المستهلك سيجد صلة بين الاثنين. يجد المعلنون أيضًا طرقًا للتأكد من أن المستهلك يخلق ارتباطًا إيجابيًا بين ما يبيعونه وأي شيء يربطون منتجهم به.
في مجال الإعلان، هناك تسعة تصنيفات رئيسية لكيفية دمج الإعلانات للبلاغة المرئية. تختلف هذه التصنيفات من حيث التعقيد، وأقلها تعقيدًا هو عندما يقوم المعلنون بوضع منتجهم بجانب صورة أخرى (مدرجة كـ 1،2،3). بعد التجاور، يزداد التعقيد مع الدمج، وهو عندما يتم دمج منتج المعلن مع صورة أخرى (مدرجة في 4،5،6). الأكثر تعقيدًا هو الاستبدال، والذي يستبدل المنتج بمنتج آخر (مدرج في 7،8،9). يتضمن كل قسم من هذه الأقسام أيضًا مجموعة متنوعة من الثراء. سيكون الاتصال الأقل ثراءً، والذي يوضح كيفية ارتباط أحد المنتجات بمنتج آخر (مدرج كـ 1،4،7). سيكون التشابه التالي هو التشابه، والذي يوضح كيف يشبه المنتج منتجًا أو صورة أخرى (مدرجة كـ 2،5،8،). أخيرًا، ستكون المعارضة هي الأكثر ثراءً، وذلك عندما يُظهر المعلنون كيف أن منتجهم ليس مثل منتج أو صورة أخرى (مدرجة في 3،6،9).
1. يمكن للمعلنين وضع منتجاتهم بجوار صورة أخرى حتى يتمكن المستهلك من ربط منتجهم بالصورة المعروضة.
2. يمكن للمعلنين وضع منتجهم بجوار صورة أخرى لإظهار التشابه بين منتجهم والصورة المعروضة.
3. يمكن للمعلنين وضع منتجاتهم بجوار صورة أخرى ليُظهروا للمستهلك أن منتجهم لا يشبه ما تظهره الصورة.
4. يمكن للمعلنين دمج منتجاتهم مع صورة حتى يتمكن المستهلك من ربط منتجهم بالصورة المعروضة.
5. يمكن للمعلنين دمج منتجهم مع صورة لإظهار التشابه بين منتجهم والصورة المعروضة.
6. يمكن للمعلنين دمج منتجهم مع صورة أخرى ليُظهروا للمستهلك أن منتجهم لا يشبه ما تظهره الصورة.
7. يمكن للمعلنين استبدال منتجاتهم بصورة ليجعل المستهلك يربط منتجهم بالصورة المعروضة.
8. يمكن للمعلنين استبدال منتجهم بصورة لإظهار التشابه بين منتجهم والصورة المعروضة.
9. يمكن للمعلنين استبدال منتجهم بصورة أخرى ليُظهروا للمستهلك أن منتجهم لا يشبه ما تظهره الصورة.

تختلف كل فئة من هذه الفئات من حيث التعقيد، حيث يكون وضع المنتج بجوار الصورة المختارة هو الأسهل واستبدال المنتج بالكامل هو الأكثر تعقيدًا. السبب وراء كون وضع منتج بجوار الصورة المختارة هو السبب الأكثر بساطة هو أن المستهلك قد أظهر بالفعل أن هناك صلة بين الاثنين. بمعنى آخر، يجب على المستهلك فقط معرفة سبب وجود الاتصال. ومع ذلك، عندما يستبدل المعلنون المنتج الذي يبيعونه بصورة أخرى، فيجب على المستهلك أولاً معرفة الاتصال ومعرفة سبب إجراء الاتصال.

### الفنون البصرية
تعد الاستعارات البصرية والتفكير الاستوائي جزءًا من البلاغة البصرية. في حين أن مجال البلاغة البصرية لا يهتم بالضرورة بالاختيارات الجمالية للقطعة، إلا أنه يمكن تطبيق نفس مبادئ التركيب البصري على دراسة وممارسة الفن البصري. على سبيل المثال، يمكن تطبيق أشكال الكلام، مثل التجسيد أو الإشارة في إنشاء عمل فني. قد تشير اللوحة إلى السلام بغصن الزيتون أو إلى المسيحية بالصليب. وبنفس الطريقة، قد يستخدم العمل الفني التجسيد من خلال إسناد الصفات الإنسانية إلى كيان غير بشري. بشكل عام، يعتبر الفن البصري مجالًا منفصلاً للدراسة عن البلاغة البصرية.

### الكتابة على الجدران

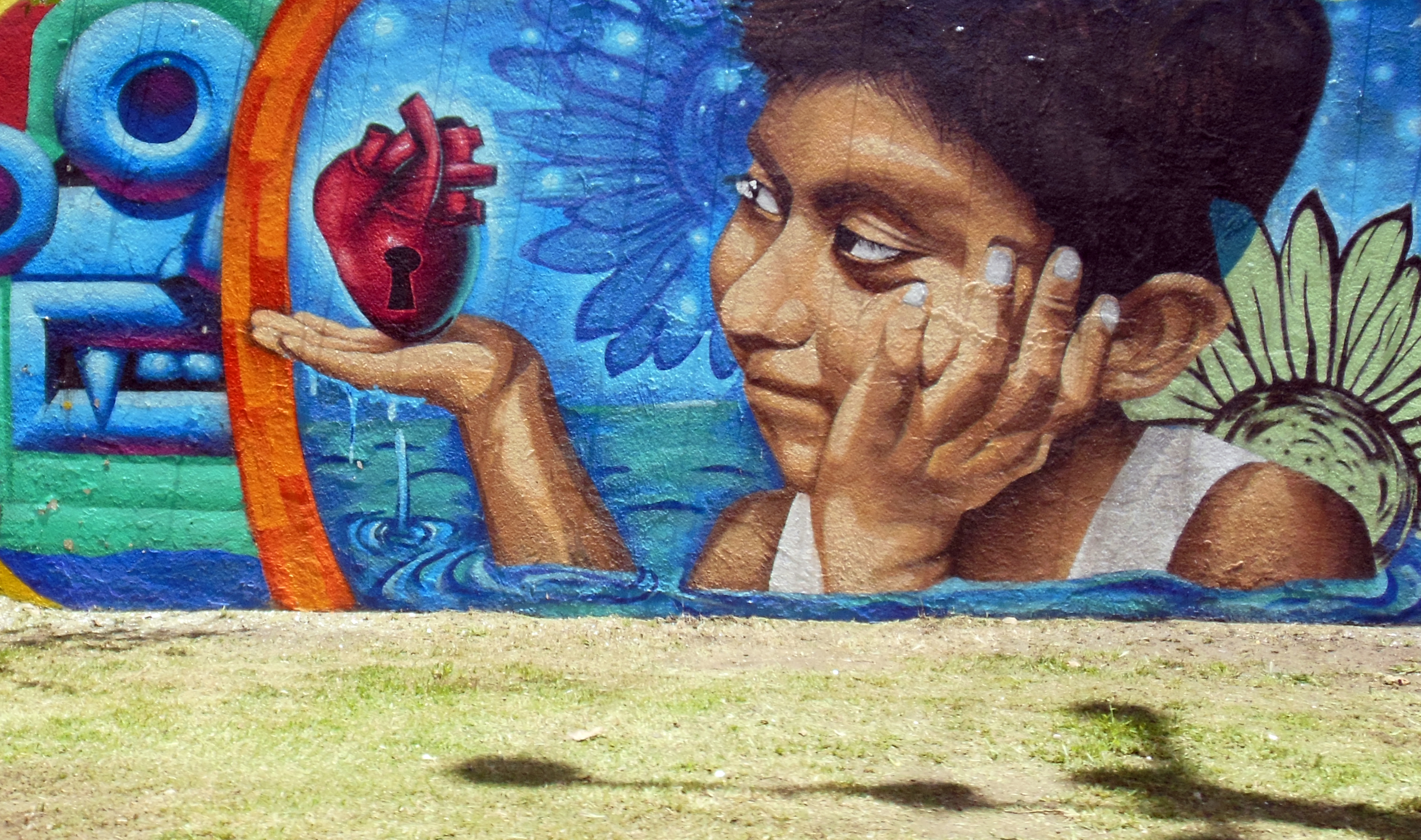
تصور هذه الصورة شابًا يحمل قلبًا. بدلاً من النظر إلى هذه الصورة بشكل حرفي، سوف يراقب الخطباء ثقب المفتاح الموجود في مركز القلب ويفكرون بشكل نقدي في أهمية هذه الصورة.

الكتابة على الجدران هي "نقش مصور أو مرئي على سطح يمكن الوصول إليه." وفقًا لهانور، تحقق الكتابة على الجدران ثلاث وظائف؛ الأولى هي السماح للنصوص المهمشة بالمشاركة في الخطاب العام، والثانية هي أن الكتابة على الجدران تخدم غرض التعبير بشكل علني عن "المحتويات المثيرة للجدل"، و والثالث هو السماح "للمجموعات الهامشية بإمكانية التعبير عن نفسها علنًا." لاحظ بيتس ومارتن أن هذا الشكل من الخطابة كان موجودًا حتى في بومبي القديمة؛ مع مثال من عام 79 م يقرأ، "يا جدار، لذا لقد جاء العديد من الرجال إلى هنا ليخربشوا، وأتساءل ألا تسقط جوانبكم المثقلة". أشار جروس وجروس إلى أن الكتابة على الجدران قادرة على خدمة غرض بلاغي. وفي سياق أكثر حداثة، أظهر بحث وينز (2014) أن الكتابة على الجدران يمكن اعتبارها طريقة بديلة لخلق معنى بلاغي لقضايا مثل التشرد. علاوة على ذلك، وفقًا للي وسيبريوسكي، يمكن أن تكون الكتابة على الجدران تعبيرًا عن الأرض، خاصة في سياق العصابات. يهدف هذا الشكل من الخطابة المرئية إلى إيصال المعنى لأي شخص يصادف رؤيته، ونظرًا لتاريخه الطويل وانتشاره، ظهرت العديد من الأساليب والتقنيات لجذب انتباه الجمهور.

### البلاغة البصرية للنص
في حين يتم تطبيق البلاغة المرئية عادةً للدلالة على المصنوعات غير النصية، فإن استخدام الكلمات وعرضها لا يزال أمرًا بالغ الأهمية لفهم الحجة البصرية ككل. إلى جانب كيفية نقل الرسالة، يشمل عرض تلك الرسالة دراسة وممارسة الطباعة. يتخذ المحترفون في المجالات بدءًا من التصميم الجرافيكي وحتى نشر الكتب اختيارات متعمدة حول كيفية ظهور الخط، بما في ذلك على سبيل المثال لا الحصر الاهتمامات الوظيفية والاستحضارات العاطفية والسياق الثقافي.

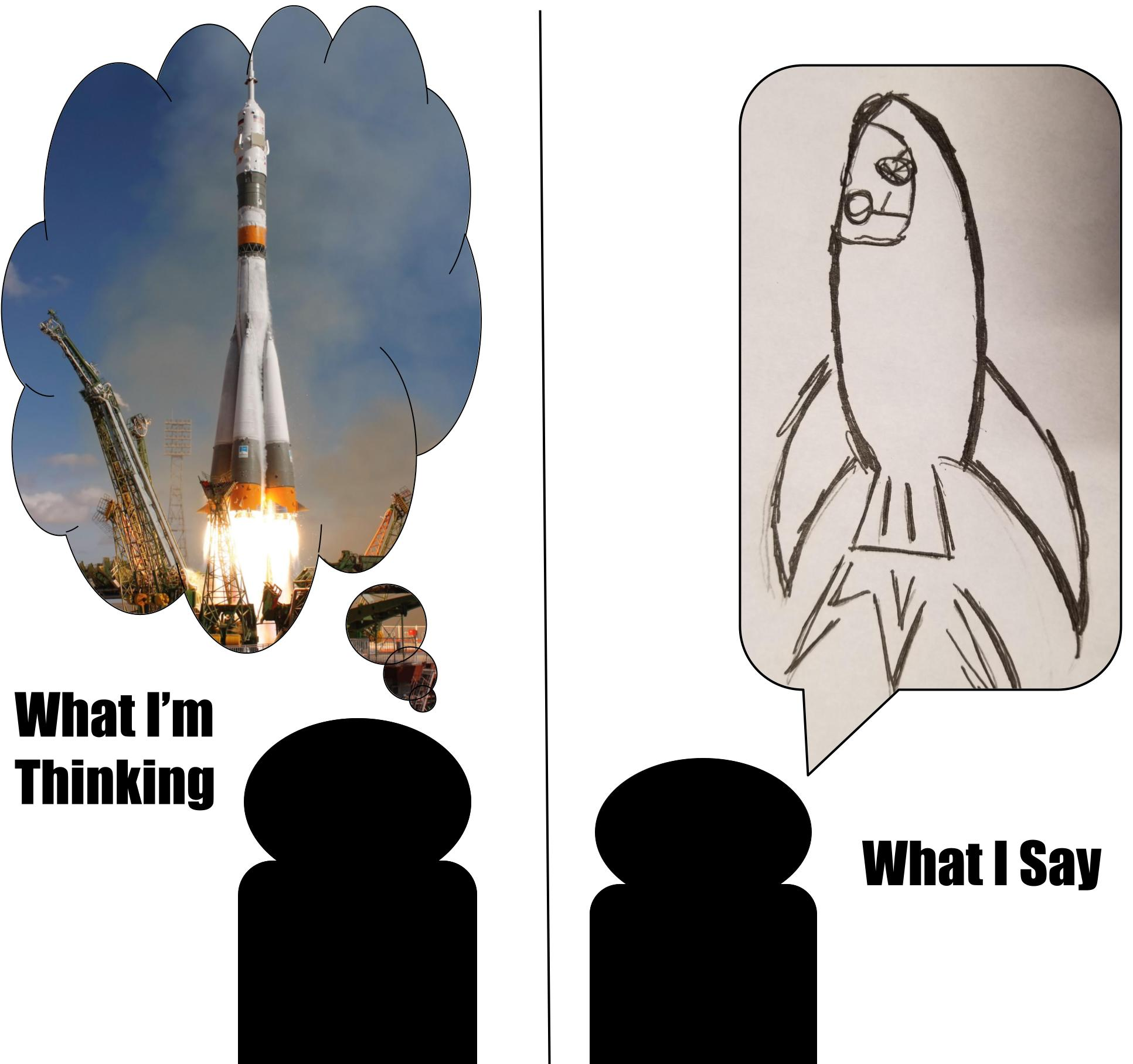
مثال على ميمز بسيط. تعمل الرموز القابلة للتحديد على ملء الفجوات في المعنى عندما يكون النص غائبًا.

### الميمز
على الرغم من أنها طريقة جديدة نسبيًا لاستخدام الصور، إلا أن ميمز الإنترنت المرئية تعد واحدة من أكثر أشكال الخطابة المرئية انتشارًا. تمثل الميمز المرئية نوعًا من التواصل المرئي الذي غالبًا ما يجمع بين الصور والنصوص لخلق المعنى. يمكن فهم الميمز المرئية من خلال الخطابة البصرية، والتي "يجمع بين عناصر النهج السيميائي والخطابي لتحليل العناصر المقنعة للنصوص المرئية." علاوة على ذلك، تتناسب الميمز مع هذه الفئة البلاغية بسبب طبيعتها المقنعة وقدرتها على "جذب المشاهدين إلى بناء الحجة من خلال الدور المعرفي للمشاهد في استكمال "الإنثيمات البصرية" لملء الفرضية غير المعلنة." الجزء المرئي من الميم هو جزء من قواعدها النحوية المتعددة الوسائط، مما يسمح للشخص بفك تشفير النص من خلال "الرموز الثقافية" التي تضع الصورة في سياقها لبناء المعنى. بسبب ما هو غير مذكور، يمكن للصور الميمية أن تحمل تفسيرات متعددة. عندما تقوم المجموعات بإنشاء ومشاركة قالب ميم محدد، فإن ما هو غير مذكور يصبح قراءة ثابتة مع "تعبير رواية."
وجد شيفمان، في تحليل لموقع (KnowYourMeme.com)، أن الصور الميمية الشائعة غالبًا ما تتميز بالتجاور والحركة المجمدة. تعمل إطارات التجاور على تصادم العناصر المرئية من أجل "تعميق السخرية" مع تناقض كبير أو تقليل التباين الأصلي عن طريق نقل الكائن المرئي إلى وضع أكثر ملاءمة. الصور المتحركة المجمدة هي إجراء ثابت، مما يترك للمشاهد إكمال الحركة من أجل إكمال الفرضية.
يعتبرها بعض العلماء شكلاً تخريبيًا من أشكال التواصل، وقد تم استخدام الصور الميمية لتوحيد الحركات السياسية، مثل المظلات أثناء حركة المظلات في هونغ كونغ أو صور أكياس الشاي بواسطة حركة حفل الشاي في عام 2009.
وفقًا لدراسة أجراها بوكيج وآخرون عام 2013، فإن الطبيعة المؤقتة لمعظم الميمات و"دورات الضجيج" الخاصة بها لشعبيتها تتماشى مع سلوك بدعة نموذجية وتشير إلى أنه بعد أن تنتشر وتصبح سائدة، تفقد الميمز مكانتها بسرعة الجاذبية والشعبية. بمجرد أن تفقد جاذبيتها، يتم نطق الميم بأنها "ميتة" للدلالة على الإفراط في استخدامها أو ظهورها السائد.
من بين العوامل الجوهرية للميمز التي تؤثر على احتمالية صعودها إلى الشعبية هو التشابه. خلصت دراسة أجراها الباحث ميشيل كوشيا عام 2014 إلى أن تشابه الميمز له علاقة سلبية بشعبية الميمز، وبالتالي يمكن استخدامها، جنبًا إلى جنب مع عوامل مثل بنية الشبكة الاجتماعية، لشرح شعبية الميمز المختلفة. في دراسة أجراها مازامباني وآخرون عام 2015 خلص إلى أن عوامل التأثير الأخرى في انتشار الميم داخل مجتمع عبر الإنترنت تشمل مدى صلة الميم بـ "موضوع التركيز" أو موضوع المجتمع عبر الإنترنت بالإضافة إلى ما إذا كان مستخدم النشر في موقع قوة داخل بيئة عبر الإنترنت. تنتشر الميمز التي تتوافق مع موضوع المجموعة والميمز التي تنشأ من أعضاء ذوي مكانة أقل داخل المجموعة بشكل أسرع من الميمز غير المتسقة والتي يتم إنشاؤها بواسطة أعضاء المجموعة الذين هم في مناصب السلطة.
يقترح علماء مثل جاكوب نواك فكرة وسائل الإعلام الشعبية أيضًا. تنشأ الميمز الناجحة وتنتشر عن طريق مستخدمي الإنترنت المجهولين، وليس عن طريق كيانات مثل الشركات أو الأحزاب السياسية التي لديها أجندة معينة. لهذا السبب، يرتبط عدم الكشف عن هويته بشعبية الميم ومصداقيته. يؤكد نواك أن مؤلف الميمز يجب أن يظل مجهولًا، لأن هذه هي الطريقة الوحيدة للسماح للأشخاص بالإدلاء بالتصريحات التي يريدونها بحرية.

## أنظر أيضا
- التأثير الإعلامي
- البلاغة
- الخطابة الرقمية
- التواصل البصري
- الثقافة البصرية
- التصور (الرسومات)